# 白土庄遗址
白土庄遗址，位于中国青海省化隆县德加乡白土村，为第四批青海省文物保护单位，公布日期为1986年5月27日，类型为古遗址。
白土庄遗址的历史年代为唐汪式。